# 欧根·多伊奇
欧根·多伊奇（德語：Eugen Deutsch，1907年11月9日—1945年2月8日），德国男子举重运动员。他曾代表德国参加1936年夏季奥林匹克运动会举重比赛，获得男子82.5公斤级银牌。